# Haarlemmerdijk 43
Haarlemmerdijk 43, Amsterdam is een gebouw aan de Haarlemmerdijk in Amsterdam-Centrum. In november 2004 werd het gebouw tot gemeentelijk monument verklaard.
De Haarlemmerdijk, in het verlengde van de Haarlemmerstraat, is een eeuwenoude straat net ten noorden van de grachtengordel. De originele gebouwen zijn in de loop der eeuwen grotendeels vervangen door nieuwbouw.

## Nieuwbouw
Rond 1900 werd hier een nieuw gebouw neergezet naar ontwerp van architect François Marie Joseph Caron. Het gebouw staat met de achtergevel tegen het pand Vinkenstraat 52, dat op hetzelfde moment werd gebouwd. Het bedrijfsgedeelte van het voorgebouw was bestemd voor banketbakkerij Dake, hetgeen terug te vinden is in de “Eerste steen”. Die "eerste steen" werd op 22 september 1900 gelegd door de driejarige Anthony Dake, zoon van Anthony Dake (1873-1912) en Neeltje Roeraade, en zijn grootvader Wilhelmus Cornelis Roerade. Het vrij traditionele gebouw vertoont tekenen van een opkomende art nouveau. Het gebouw, dat vrij smal is, kent vier bouwlagen (winkel en drie bovenverdiepingen). Wat opvalt is de afwijkende kleurstelling en verschil tussen symmetrie en asymmetrie. Lichtgekleurde baksteenelementen worden afgewisseld door grijs natuursteen in poort, borstweringen en sluitstenen. Tussen de verdiepingen zijn dan nog tegeltableaus ter versieringen aangebracht in rood, blauw, groen en geel afkomstig van Tegelfabriek Holland. Vensters in het gehele gebouw zijn in rood uitgevoerd. Zoals omschreven is de gevel voor wat betreft de pui afgeschermd door middel van een natuurstenen poort. De poort kent aan de bovenzijde zaagtandmotieven als ook kleine versieringen in reliëf. In de muurwanden zijn ook versieringen uitgesneden en aan de bovenzijde juist opgelegd. In die poort bevinden zich de toegang tot de bovenwoningen, de toegang tot de winkeleenheid en een winkeletalage. Deze winkeletage heeft zowel horizontale als verticale kalven; bij zonder is de overgang van etalageraam naar deur; deze is gemodelleerd met gebogen glas. Tegenover de symmetrisch uitgevoerde bovenetages is deze pui juist asymmetrisch. In het bovenlicht, deuren als ook in de ramen van de etages zijn krommingen te zien, karakteristiek voor de art nouveau. Hier en daar vindt men ook de zweepslaglijnen die aan die stijl verbonden zijn. Ook het lettertype van de “eerste steen” wijst op die stijl. De portiek brengt ook weer de art nouveau onder de aandacht met tegeltableaus van Tegelfabriek Holland met bloem- en pauwmotieven. Caron zette zijn “handtekening” in dezelfde portiek.
De bedrijfseenheid werd steeds door andere bedrijven bestierd; er was onder meer een banketbakker, bloemenwinkel, slagerij, fotowinkel en modewinkel gevestigd.
Dat het gebouw in de 21e eeuw tot monument kon worden verklaard mag een klein wonder heten. Tijdens de bouw kwam op 13 oktober 1900 zware rook uit de vensteropeningen. De brandweer werd gealarmeerd, maar had toch te maken met een behoorlijke oploop van buurtbewoners, die verwachtten dat er grote brand zou volgen. De brandweer constateerde echter dat een hoop houtkrullen lag te smeulen; deze kon snel geblust worden. Overigens werden ook de gebouwen Haarlemmerdijk 37 en Haarlemmerdijk 39 door Caron ontworpen; beide zijn ook gemeentelijk monument.

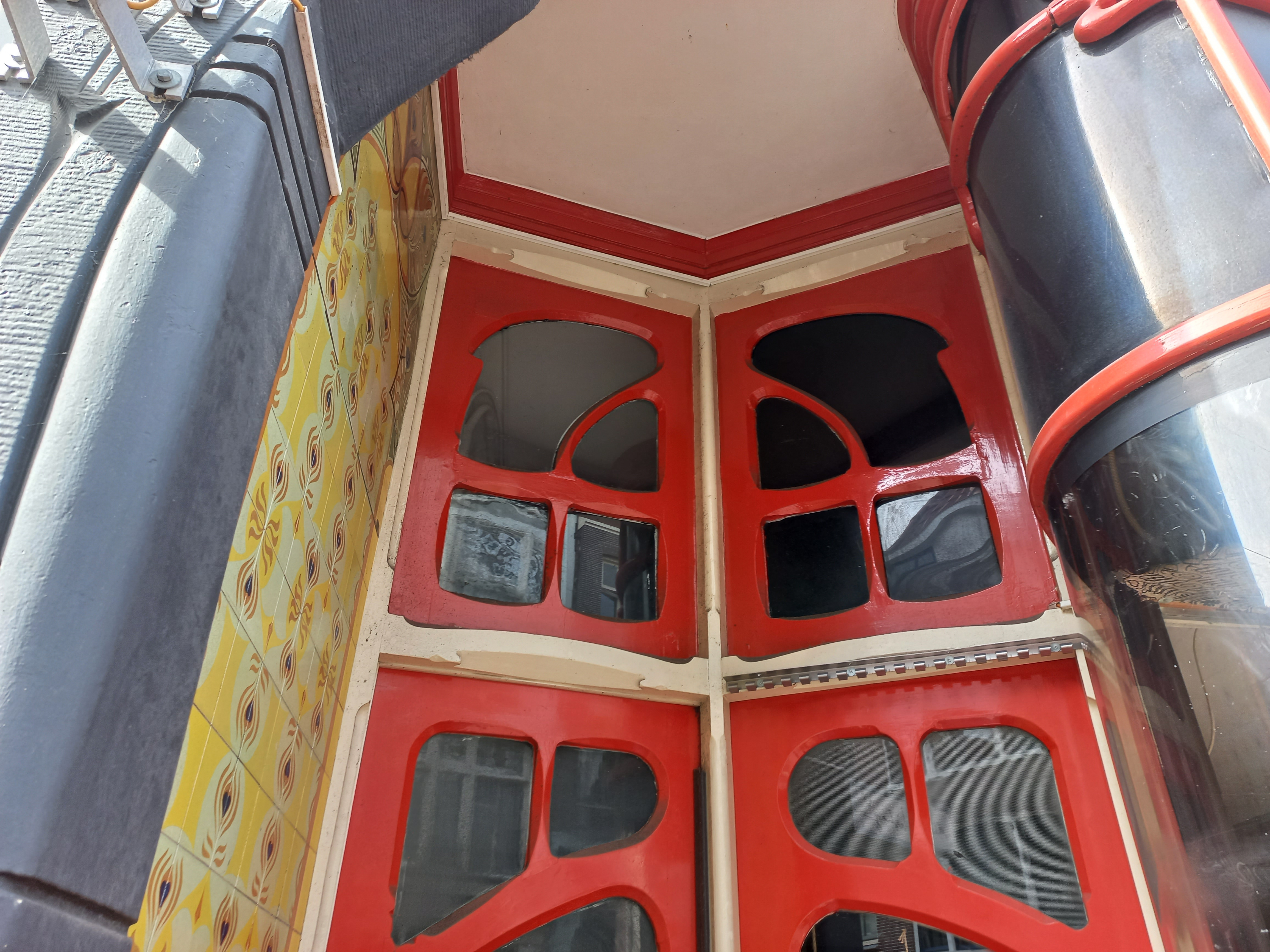
Deurpartij (augustus 2022)

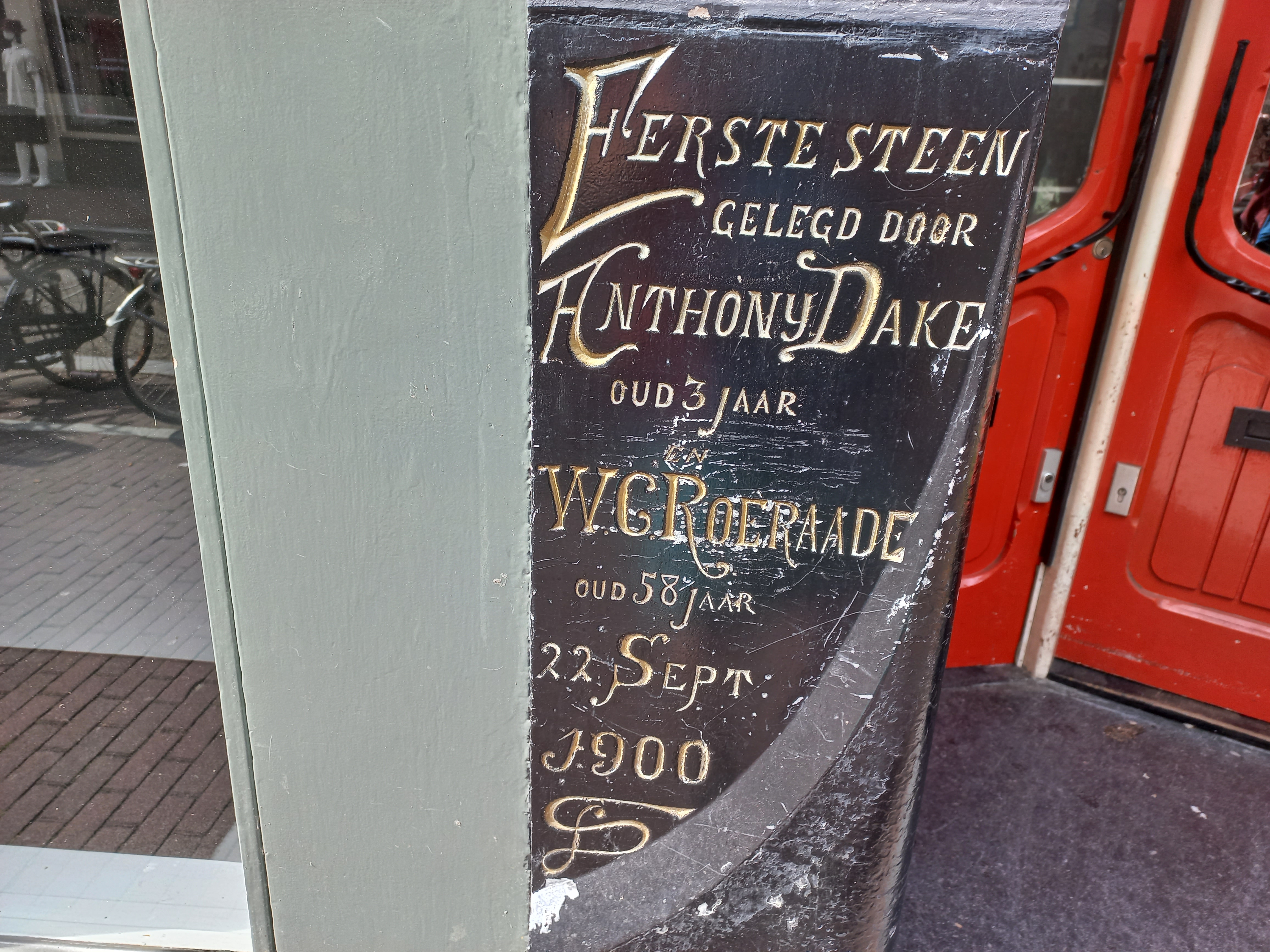
Eerste steen (augustus 2022)